# 10101 Fourier
10101 Fourier هو كويكب، يقع ضمن حزام الكويكبات. اكتشف في 30 يناير 1992. وقد اكتشفه إيريك والتر إلست.

## روابط خارجية
- 10101 Fourier في قاعدة بيانات مختبر الدفع النفاث لأجرام النظام الشمسي الصغيرة

- الاكتشاف · مخطط المدار ·  العناصر المدارية · المعلمات المادية

- 10101 Fourier على موقع ويكي سكاي: DSS2, SDSS, GALEX, IRAS, Hydrogen α, X-Ray, Astrophoto, Sky Map, Articles and images